# Смерть и похороны королевы Виктории

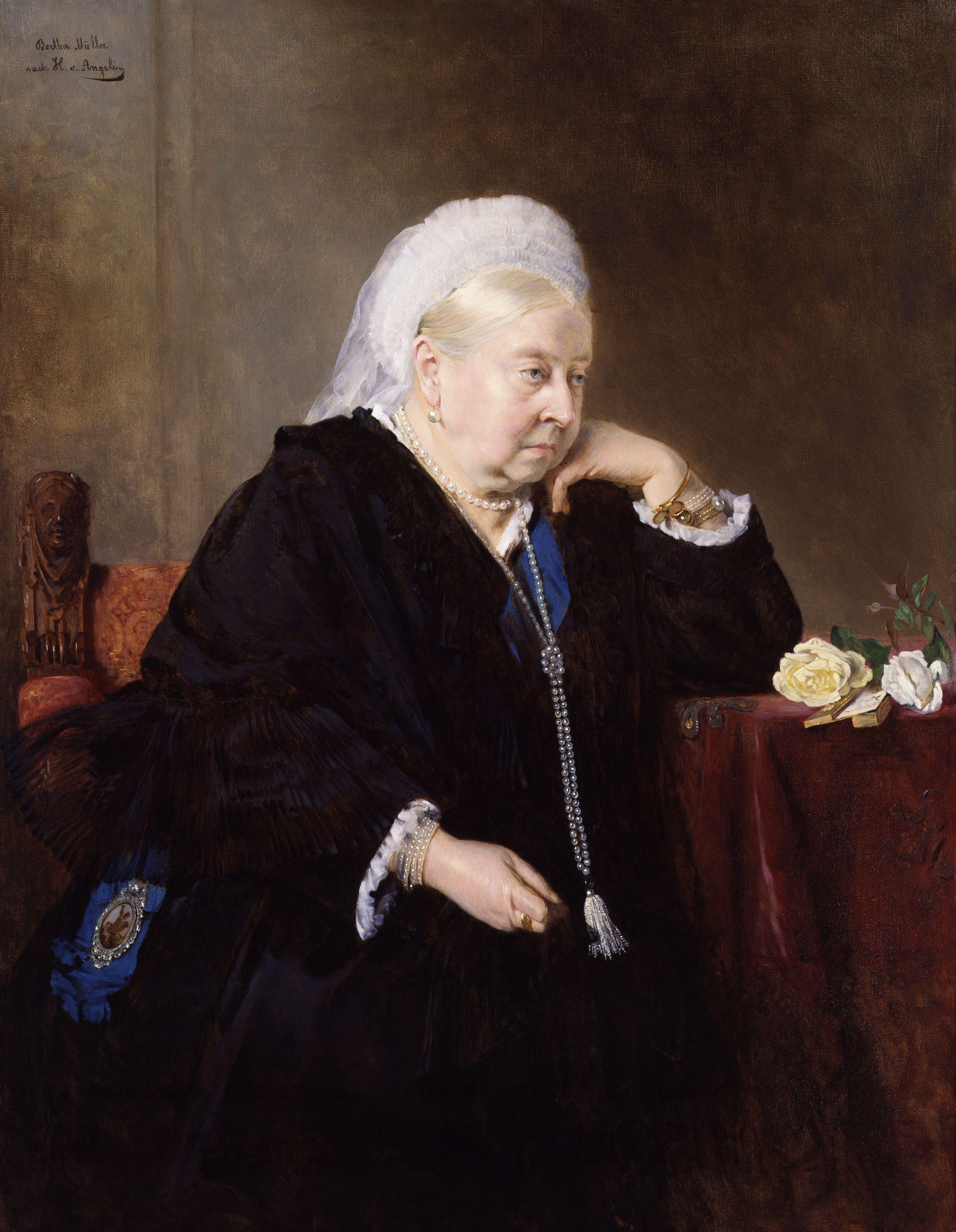
Королева Виктория в 80 лет, работа Генриха фон Ангели

Королева Великобритании Виктория скончалась 22 января 1901 года в Осборн-хаусе на острове Уайт в возрасте 81 года. Она занимала британский престол с 20 июня 1837 года, когда вступила на престол в возрасте 18 лет и процарствовала 63 года, став на тот момент самым долгоправящим британским монархом. Похороны королевы состоялись 2 февраля 1901 года в капелле святого Георгия, и через два дня она была захоронена рядом с супругом Альбертом Саксен-Кобург-Готским в Фрогморском мавзолее Большого Виндзорского парка.

## Смерть и подготовка к похоронам
Королева Виктория скончалась вечером 22 января 1901 года в Осборн-хаусе на острове Уайт в возрасте 81 года в присутствии старшего сына и наследника престола принца Эдуарда Альберта и старшего внука германского императора Вильгельма II.

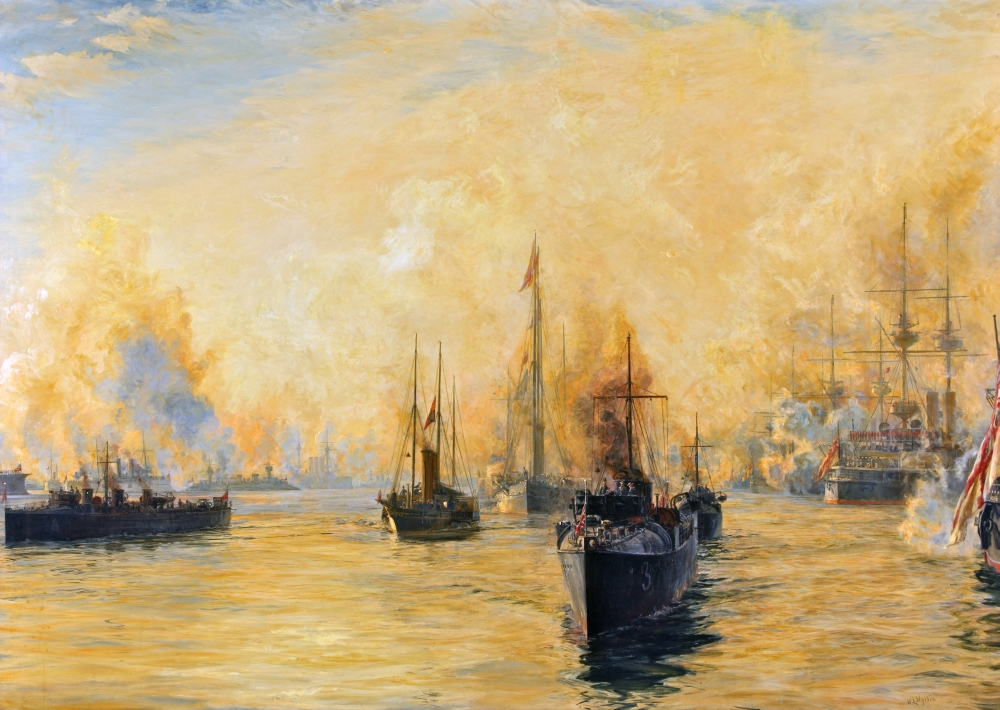
Уход Великой Королевы, картина Уильяма Уилли

25 января её сыновья король Эдуард VII, Артур, герцог Коннаутский и внук Вильгельм II вместе с другими придворными опустили тело королевы в гроб. Королева была одета в белое платье и свадебную вуаль. В гроб также по просьбе королевы положили множество вещей, включая один из халатов и гипсовую повязку, которые принадлежали её покойному супругу Альберту Саксен-Кобург-Готскому. В левой руке она держала локон волос Джона Брауна и его изображение, которые были скрыты от взглядов семьи букетом цветов.
1 февраля гроб с телом королевы в сопровождении членов королевской семьи было перевезено в Госпорт на королевской яхте «Альберта». Когда яхта проплыла мимо кораблей Королевского флота, 40 кораблей отдали пушечный залп, проводив королеву в последний путь. Гроб с телом королевы охраняли солдаты морской пехоты.

## Похороны

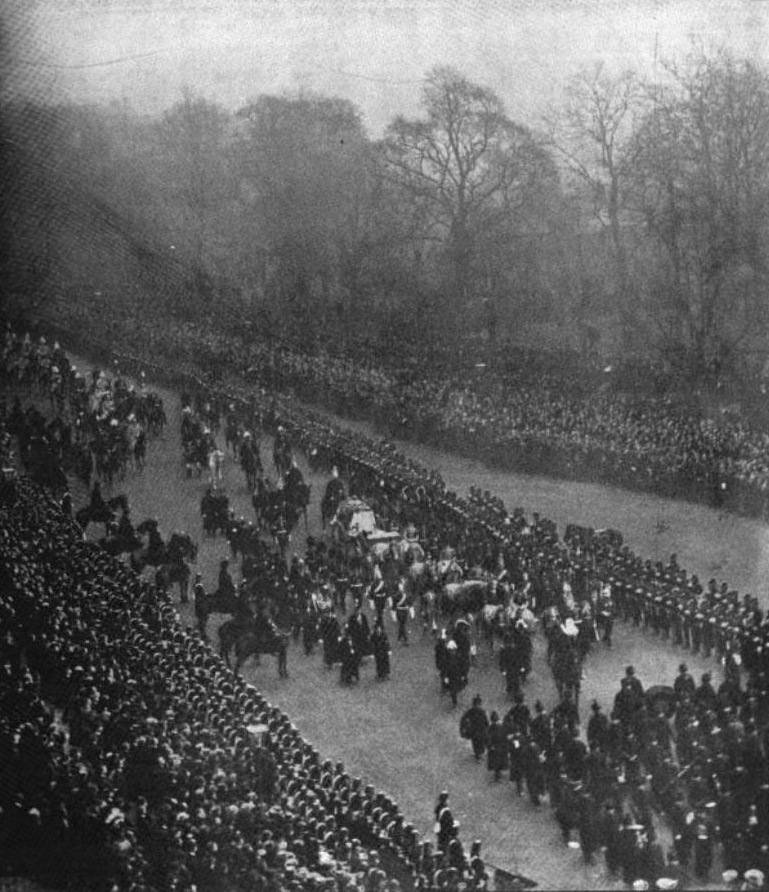
Похоронная процессия 2 февраля 1901 года в Гайд-парке

Из Госпорта гроб королевы, покрытый белым атласом, 2 февраля был перевезён в Лондон, где жители столицы готовились к встрече траурной процессии. По описаниям очевидцев, тысячи жителей присоединились к похоронной процессии, при этом более 1000 людей получили ранения в давке. Когда гроб с телом королевы везли к месту похорон, лошади, запряженные в лафет не смогли сдвинуть его с места и одна из лошадей сорвалась и гроб упал на землю. Положение спасли солдаты морской пехоты, которые на верёвках, понесли лафет с гробом королевы к часовне.
В тот же день в капелле святого Георгия прошли похороны королевы, на которых присутствовали члены британской королевской семьи, британские аристократы и ряд представителей европейских королевских домов, состоящих в родстве с покойной королевой.
4 февраля королева Виктория была похоронена рядом с супругом Альбертом Саксен-Кобург-Готским в Фрогморском мавзолее.